# 피에르 바네크
피에르 바네크(프랑스어: Pierre Vaneck, 1931년 4월 15일 ~ 2010년 1월 31일)는 프랑스의 배우이다.
랑선에서 태어났으며 파리에서 사망하였다.

## 영화
- 러브 미 노 모어 (2008년)
- 수면의 과학 (2006년) - 미스터 푸세 역
- 오델로 (1995년)
- 바람의 자식들 (1991년)
- 블루 피라미드 (1988년)
- 스위트컨트리 (1987년)
- 살로메의 계절 (1984년)
- 시실리 마피아 (1984년)
- 포트레이트: 오손 웰스 (1968년)
- 파리는 불타고 있는가? (1966년)
- 우리의 죄를 사하여 주시고 (1956년)
- 나의 청춘 마리안느 (1954년) - 빈센트 역